# Cnut

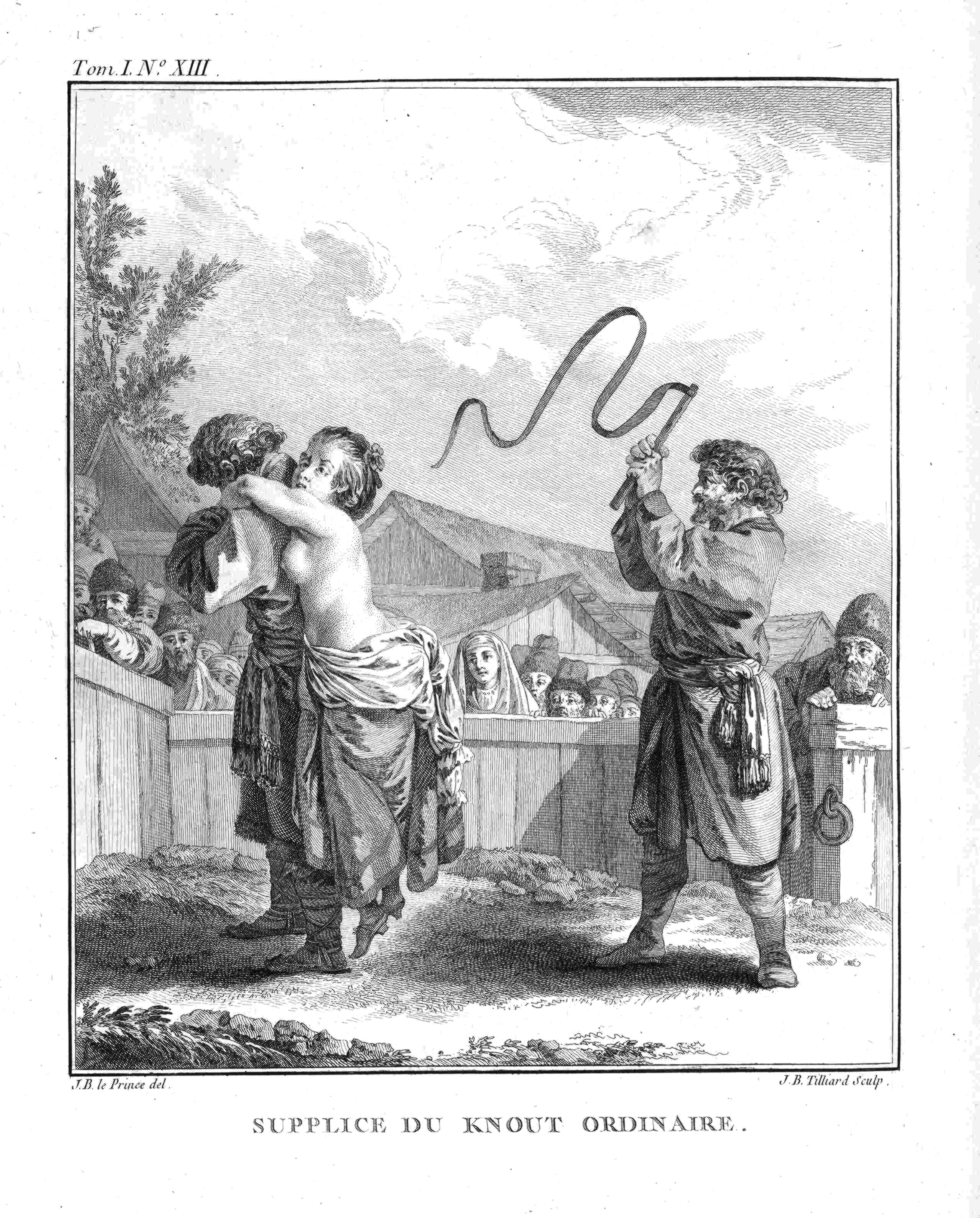
Pedeapsirea cu un cnut obișnuit, ilustrație din secolul al XVIII-lea

Un cnut (provenit din cuvântul rusesc кнут) este un bici făcut dintr-o curea de piele rotundă sau dintr-o funie, uneori cu mai multe sfârcuri, având la capete cârlige sau alice de plumb. El este atașat la un mâner lung.

## Cnutul original
Unii susțin că acest obiect era o invenție a tătarilor și a fost introdus în Rusia în secolul al XV-lea, probabil de marele cneaz Ivan al III-lea cel Mare (1462-1505). Alții consideră cuvântul a fi de origine varegă și ar fi intrat în limba rusă prin derivarea din cuvântul suedez knutpiska, care înseamnă un fel de bici cu noduri. Un lat grup susține că ar fi de origine germanică, nu neapărat scandinavă, comparându-l cu cuvintele german Knute, neerlandez knoet (ambele însemnând cnut), norvegian vechi knutr, anglo-saxon cnotta și englez knot.
Cnutul rusesc avea diferite forme. Un tip de cnut avea lungimea de 40 cm, fiind atașat unui mâner de lemn cu lungimea de 22 cm. Biciul avea la capăt un inel de metal, la care era atașat un al doilea bici care se termina, de asemenea, cu un inel, în care era atașat la rândul său o curea de piele tare de câțiva centimetri care se termina cu un cârlig ca un cioc de pasăre. Un alt tip de cnut era format din mai multe fâșii de piele împletite și întrețesute cu fir, care avea la capăt mai multe terminații cu fire subțiri, la el ca pisica cu nouă cozi. 

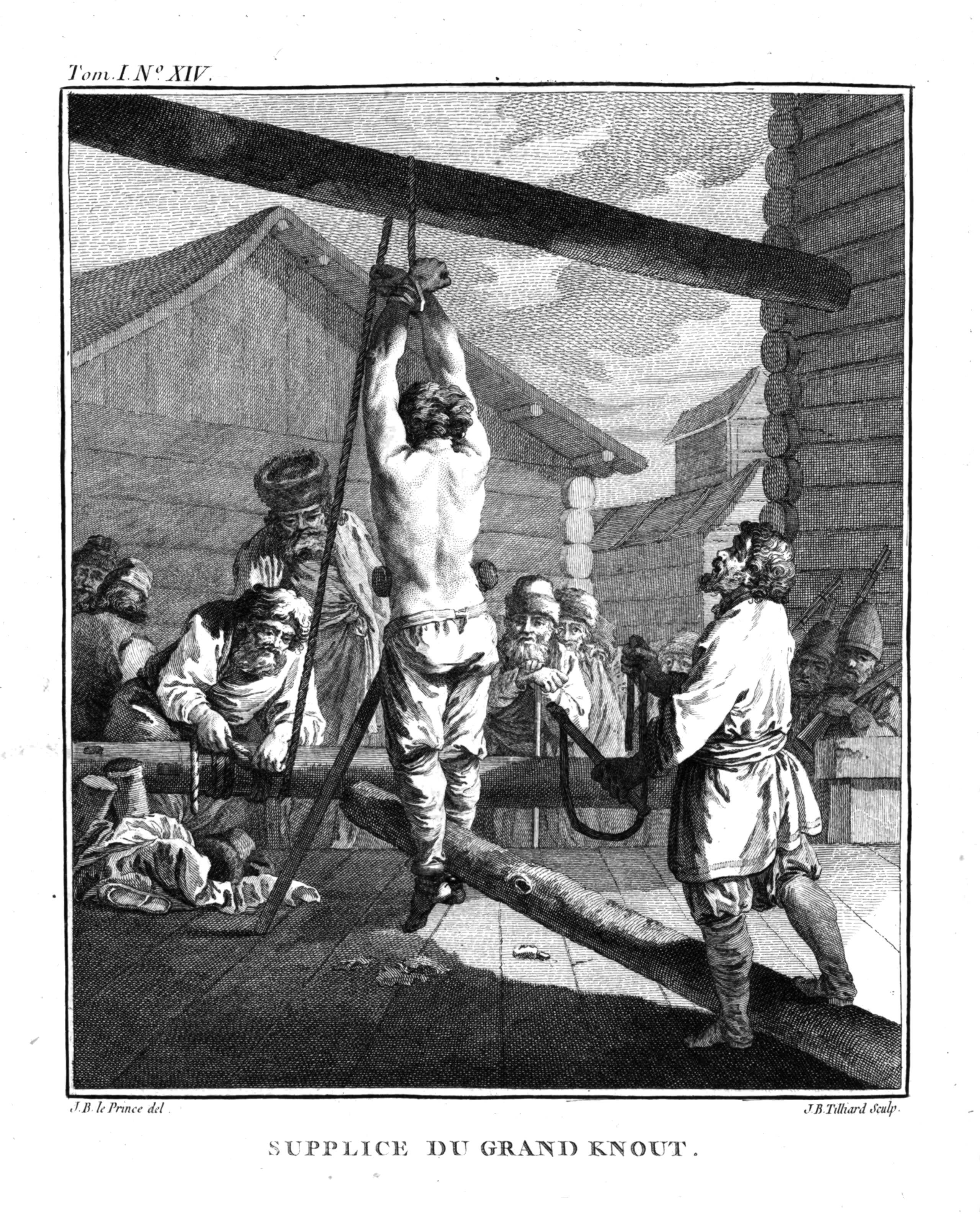
„Pedepsirea cu marele cnut”

Un tip special, cunoscut ca marele cnut, consta dintr-un mâner lung de aproximativ 60 cm, de care era fixată o curea de piele cu o lungime dublă față de cea a mânerului, care se termina cu un inel mare de cupru sau de alamă la care era aplicată o fâșie de piele lată de aproximativ 5 cm. Acesta era înmuiat în lapte și uscat la soare ca să devină mai greu.
Cnutul era folosit în Rusia pentru flagelare ca pedeapsă corporală pentru criminali și deținuți politici. Victima era legată de un stâlp sau de un triunghi de lemn și dezbrăcată, primind un anumit număr de lovituri pe spate. O pedeapsă de 100 sau 120 de lovituri de bici era echivalentă cu o condamnare la moarte. Chiar și douăzeci de lovituri de bici îl puteau mutila pe cel condamnat, iar douăzeci de lovituri cu marele cnut îl puteau ucide uneori prin ruperea coloanei vertebrale.
Executantul pedepsei era, de obicei, un criminal care trebuia să treacă printr-o perioadă de probă și de instruire periodică, fiind scutit de propria sancțiuni în schimbul serviciilor sale. Petru cel Mare este acuzat în mod tradițional că ar fi poruncit biciuirea până la moarte a fiului său, Alexei; acesta din urmă a fost torturat prin biciuirea cu cnutul pentru a face mărturisiri.
Împăratul Nicolae I a abolit pedeapsa de biciuire cu cnutul în 1845 și a înlocuit-o cu pleti, un bici cu trei curele care putea avea la capăt bile de plumb. Aceste pedepse au fost ulterior desființate în Rusia și rezervate pentru coloniile penale, în special în Siberia. Prizonierii transportați în Siberia în secolul al XIX-lea erau, uneori, însemnați pe frunte cu fierul roșu cu literele VRNK însemnând V hoț, R tâlhar și NK pedepsit prin biciuirea cu cnutul. Astfel a pătruns în argoul siberian cuvântul „varnok”, adică un colonist sau deportat.

## Utilizare în alte părți și cu rol metaforic
Acest instrument temut a devenit sinonim în limbile vest-europene cu cruzimea tiranică a regimului autocratic din Rusia, la fel cum sjambok-ul a devenit asociat cu regimul de apartheid din Africa de Sud sau vâna de bou a fost asociată cu perioada de sclavie și cu legile Jim Crow în America.
Expresia „sub cnut” este folosită pentru a desemna orice totalitarism dur și, prin extensie, echivalentul acestuia într-un context privat, de exemplu, un cap de familie sever care își conduce gospodăria „cu o mână de fier”. În neerlandeză, expresia „onder de knoet houden” este frecvent utilizată cu referire la disciplina strictă de partid, de exemplu, eliminarea dezbaterilor efective atunci când se dorește adoptara unei legi .